# Trump: The Art of the Deal
Trump: The Art of the Deal je kniha z roku 1987 koncipovaná částečně jako memoáry a jako kniha o osobním rozvoji. Jako autoři jsou uvedeni Donald Trump a žurnalista Tony Schwartz, kteří na ní pracovali od roku 1985. Kniha se dostala na 1. příčku žebříčku New York Times seznamu nejprodávanějších knih, kde setrvala 13 týdnů. Byla to Trumpova první vydaná kniha a pomohla mu, aby se jeho jméno stalo známé v každé domácnosti. Trump ji cituje jako jeden ze svých největších úspěchů a jako svoji druhou nejoblíbenější knihu po bibli. Podle spoluautora knihy Schwartze byl podíl Trumpa na samotném psaní knihy nulový.

## Obsah
- Kniha popisuje Trumpovy začátky před příchodem do Manhattanu a založením The Trump Organization.
- Obsahuje 11bodový vzorec na úspěch v obchodu inspirovaný The Power of Positive Thinking od Normana Vincenta Pealeho.